# آن‌سوی نیمه‌شب
آن‌سوی نیمه‌شب (به انگلیسی:The Other Side of Midnight) نام رمانی نوشته سیدنی شلدون است.